# Petrus Trefflinger
Petrus Trefflinger OSB (* 1912 in Feldkirchen an der Donau; † 7. Februar 1966 in Altenmarkt bei Sankt Gallen) war ein österreichischer Benediktiner und von 1947 bis 1952 Abt des Stifts Lambach.

## Leben
Petrus Trefflinger wurde im Jahre 1912 in Feldkirchen an der Donau geboren. Im Jahre 1947 wurde der damals etwa 35-Jährige zum Abt gewählt und war in dieser Funktion unter anderem im Herbst 1948 für die Übersiedelung des Christkönigsheimes vom Stift Engelszell ins Stift Lambach verantwortlich. Im gleichen Jahr entstand dabei das Gymnasium des Benediktinerstifts Lambach, wobei das Christkönigsheim weiterhin als Internat genutzt wurde. 1950 gehörte Prälat Trefflinger unter anderem zu den kirchlichen Personen, die bei der Glockenweihe der Pfarrkirche Marchtrenk zugegen waren. Bereits ein Jahr zuvor weihte er am 6. November 1949 in einem großen Festakt vier neue Glocken der Pfarrkirche Vöcklamarkt und war im Laufe der Jahre auch bei diversen anderen Glockenweihe im Gebiet der Diözese Linz zugegen.
1951 wirkte Pater Petrus in der Rolle des Mönch Magnus gar im Spielfilm Das Tor zum Frieden, der unter anderem auch in Mariazell gedreht wurde, als Schauspieler mit. Bereits rund zwei Jahre vor dem eigentlichen Filmdreh kam Leopoldine Kytka mit ihrem ersten Filmmanuskript und in Begleitung des Wiener Produktionsleiters Josef Lebzelter auf Trefflinger zu. Auf seinen eigenen Wunsch kam Trefflinger in weiterer Folge auf die Besetzungsliste, wobei ein eigens für seine Rolle engagierter Schauspieler aus Wien wieder ausgeladen wurde. Weiters kamen auch noch ein weiterer Pater und der damalige Pfarrer von Mariazell auf die Besetzungsliste des Spielfilms. Dabei wirkte er am Ende nicht nur als Schauspieler, sondern war beim Film auch als religiöser Berater oder, wie später im Vorspann zu lesen war, mit der Kirchlichen Leitung betraut.
Nicht einmal ein Jahr nach dem Erscheinen des Films wurde er 1952 von der Religiosenkongregation als Abt abgesetzt. Zuvor wirkte er unter anderem noch im Winter 1952 bei der Weihe der neuen Kirchenglocken der Pfarrkirche Neukirchen bei Lambach. Sein späteres Wirken ist heute nur mehr vage nachzuvollziehen, wobei er bei seinem Ableben im Jahre 1966 als Pfarrer von Altenmarkt bei Sankt Gallen tätig war. Seine Beisetzung erfolgte daraufhin im oberösterreichischen Lambach.